# Wierzchowiska Górne
Wierzchowiska Górne – wieś w Polsce położona w województwie lubelskim, w powiecie lubelskim, w gminie Bełżyce.
W latach 1975–1998 miejscowość administracyjnie należała do ówczesnego województwa lubelskiego.
Wieś stanowi sołectwo gminy Bełżyce.  Według Narodowego Spisu Powszechnego z roku 2011 wieś liczyła  214 mieszkańców.
Wierni Kościoła rzymskokatolickiego należą do parafii Nawrócenia św. Pawła Apostoła w Bełżycach.